# Andrés Romero (golf)
Andrés Romero, né le 8 mai 1981 à Tucumán, est un golfeur Argentin.

## Biographie
Après avoir obtenu sa carte pour le Tour européen PGA grâce à une 14e place sur le Challenge Tour de 2005, il termine sa première saison à la 35e place au classement du Mérite. Durant cette saison, ses meilleurs résultats sont une deuxième place en Écosse et une huitième place lors de l'Open britannique.
Lors de l'édition 2007 de ce même Open britannique, il termine à la troisième place derrière Sergio García et le vainqueur Pádraig Harrington. Lors du dernier tour il réalise 10 birdies et prend même la tête du tournoi avant d'échouer sur un double bogey au 17e trou et un bogey au 18e.
Il obtient ensuite sa première victoire sur le circuit européen en Allemagne.
En mars 2008, il obtient sa première victoire sur le circuit américain du PGA Tour. Au cours de la même année il figure dans les trente premier à l'Official World Golf Ranking, son meilleur classement.
Il chute ensuite progressivement dans le classement mondial, et perd ses droits de jeu sur le PGA Tour et sur le Tour Européen. C'est grâce à une invitation qui prend le départ d'un tournoi du Tour Européen, le BMW International Open 2017, qu'il remporte.

## Palmarès

### PGA Tour
- 2008 (1) Zurich Classic of New Orleans

### Tour européen PGA
- 2007 (1) Deutsche Bank Players Championship of Europe
- 2017 (2) BMW International Open[2].

### Challenge Tour
- 2005 Morson International Pro-Am Challenge

### Autres victoires
- 2003 (2) Cable and Wireless Masters Panama, Abierto de Medellin (Colombie)
- 2005 (1) Roberto de Vicenzo Classic (Argentine)
- 2006 (1) Torneo de Maestros Argentine

### Compétitions par équipes
- Représentant de l'Argentine en  World Cup 2006